# Евгени Кирилов
Евгени Захариев Кирилов е български политик. Народен представител в XXXVII, XXXVIII, XXXIX И XL Народно събрание. От 2005 до 2006 г. е евронаблюдател, а между 2007 и 2014 г. евродепутат.

## Биография
През 1971 г. завършва висше инженерно образование в Университета в Рощок, Германия, а през 1976 г. – „Международни икономически отношения“ и „Международно право“ в Москва.
До 1990 г. е директор „Културен обмен“, член на Националния съвет на ЮНЕСКО. От 1990 до 1993 г. е постоянен представител на Република България за ЮНЕСКО.
От 1997 г. е член на Висшия съвет на БСП. През периода 2001 – 2005 г. е председател на комисията по външна политика и международни връзки на БСП. От 1999 до 2001 г. е член на Бюрото на групата на социалистите в Съвета на Европа.
Депутат в Народното събрание:
- 37-ото (12 януари 1995 – 19 февруари 1977) от Парламентарната група на БСП – БЗНС „Александър Стамболийски“ – Политически клуб „Екогласност“;
- 38-о (19 април 1997 – 19 април 2001) от Парламентарната група на Демократичната левица;
- 39-ото (5 юли 2001 – 17 юни 2005) от Парламентарната група на „Коалиция за България“;
- 40-ото (2005 – 2007) от „Коалиция за България“.
- 2005 – 2006 – наблюдател в Европейския парламент
- 2007 – 2009 – член на Европейския парламент
- 2009 – 2014 – член на Европейския парламент

Владее английски, френски, немски и руски език.

## Агентурна дейност
С Решение № 1 от 24.04.2007 г. на Комисията за разкриване на документите и за обявяване на принадлежност на български граждани към Държавна сигурност и разузнавателните служби на БНА се оповестява агентурната дейност на Евгени Захариев Кирилов в качеството на секретен сътрудник с псевдоним „Манчев“ . Комисията по досиетата установява, че Евгени Кирилов е работил за три направления на разузнаването – Държавна сигурност, военното разузнаване и за Първо главно управление.